# Ibrahim Yattara
Ibrahim Yattara (Kamsar, 3 giugno 1980) è un allenatore di calcio e calciatore guineano, attaccante dell'İmranlıspor.

## Carriera

### Club
Ibrahima Yattara ha iniziato la sua carriera nel suo paese nativo, la Guinea, con la squadra del San Garedi. Si è trasferito all'Athlético de Coléah, un altro club della Guinea prima di intraprendere la sua carriera in Europa. È passato all'Anversa, in Belgio, nel 2000 ed è stato utilizzato principalmente sul lato destro di centrocampo. Si è poi trasferito al Trabzonspor nel 2003 dove resta per otto anni. Diventa bandiera del club turco, tanto che riceve numerose richieste da club prestigiosi come la Roma e il Real Madrid. Il Trabzonspor valuta molto il fantasista guineano, infatti in cambio chiede il capitano della Roma, Francesco Totti. Nell'estate 2011 passa all'Al-Shabab firmando un contratto annuale. Conclude la sua stagione in Arabia Saudita con 14 presenze e 4 gol. Il 1º luglio 2012 torna in Turchia, firmando un contratto con il Mersin İ. Yurdu.

## Statistiche

### Cronologia presenze e reti in nazionale
| Cronologia completa delle presenze e delle reti in nazionale ― Guinea | Cronologia completa delle presenze e delle reti in nazionale ― Guinea | Cronologia completa delle presenze e delle reti in nazionale ― Guinea | Cronologia completa delle presenze e delle reti in nazionale ― Guinea | Cronologia completa delle presenze e delle reti in nazionale ― Guinea | Cronologia completa delle presenze e delle reti in nazionale ― Guinea | Cronologia completa delle presenze e delle reti in nazionale ― Guinea | Cronologia completa delle presenze e delle reti in nazionale ― Guinea |
| Data                                                                  | Città                                                                 | In casa                                                               | Risultato                                                             | Ospiti                                                                | Competizione                                                          | Reti                                                                  | Note                                                                  |
| --------------------------------------------------------------------- | --------------------------------------------------------------------- | --------------------------------------------------------------------- | --------------------------------------------------------------------- | --------------------------------------------------------------------- | --------------------------------------------------------------------- | --------------------------------------------------------------------- | --------------------------------------------------------------------- |
| 05/09/2010                                                            | Addis Abeba                                                           | Etiopia                                                               | 1 – 4                                                                 | Guinea                                                                | Qual. Coppa d'Africa 2012                                             | 1                                                                     |                                                                       |
| 10/10/2010                                                            | Conakry                                                               | Guinea                                                                | 1 – 0                                                                 | Nigeria                                                               | Qual. Coppa d'Africa 2012                                             | -                                                                     |                                                                       |
| 17/11/2010                                                            | Accra                                                                 | Guinea                                                                | 1 – 2                                                                 | Burkina Faso                                                          | Amichevole                                                            | -                                                                     |                                                                       |
| 09/02/2011                                                            | Dakar                                                                 | Senegal                                                               | 3 – 0                                                                 | Guinea                                                                | Amichevole                                                            | -                                                                     |                                                                       |
| 27/03/2011                                                            | Antananarivo                                                          | Madagascar                                                            | 1 – 1                                                                 | Guinea                                                                | Qual. Coppa d'Africa 2012                                             | -                                                                     |                                                                       |
| 05/06/2011                                                            | -                                                                     | Guinea                                                                | 4 – 1                                                                 | Madagascar                                                            | Qual. Coppa d'Africa 2012                                             | -                                                                     |                                                                       |
| 10/08/2011                                                            | Saint-Leu                                                             | Gabon                                                                 | 1 – 1                                                                 | Guinea                                                                | Amichevole                                                            | -                                                                     |                                                                       |
| 04/09/2011                                                            | Conakry                                                               | Guinea                                                                | 1 – 0                                                                 | Etiopia                                                               | Qual. Coppa d'Africa 2012                                             | -                                                                     |                                                                       |
| 11/11/2011                                                            | Mantes-la-Ville                                                       | Guinea                                                                | 1 – 4                                                                 | Senegal                                                               | Amichevole                                                            | -                                                                     |                                                                       |
| Totale                                                                |                                                                       | Presenze                                                              | 21                                                                    |                                                                       | Reti                                                                  | 1                                                                     |                                                                       |

## Palmarès

### Club

#### Competizioni nazionali
- Coppa di Turchia: 2

Trabzonspor: 2003-2004, 2009-2010
- Supercoppa di Turchia: 1

Trabzonspor: 2010